# Emanuele Giaccherini
Emanuele Giaccherini, född 5 maj 1985 i Bibbiena, Italien, är en italiensk fotbollsspelare som spelar för AC ChievoVerona i italienska Serie B. Han har även tidigare representerat Italiens landslag vid 29 tillfällen.